# Chris Bosh
Christopher Wesson Bosh, detto Chris (Dallas, 24 marzo 1984), è un ex cestista statunitense.
Bosh è stato selezionato come quarta scelta assoluta nel Draft NBA 2003 dai Toronto Raptors. Campione olimpico con la nazionale USA ai Giochi Olimpici di Pechino 2008, nel corso della sua carriera ha fatto valere il suo grande talento nei rimbalzi difensivi oltre ad apprezzabili doti realizzative.
Nel 2021 è stato inserito fra i membri del Naismith Memorial Basketball Hall of Fame.

## Carriera

### High School e college
Ha giocato per la Lincoln High School di Dallas, trascinandola ad un record di 40-0 nel suo ultimo anno. Inoltre fu nominato giocatore dell'anno.
Decise di non andare subito nella NBA ed andò nella prestigiosa università di Georgia Tech, dove rimase un solo anno nel quale vinse il premio di Freshman of the Year della Atlantic Coast Conference, succedendo ad Ed Nelson.

### Toronto Raptors (2003-2010)
Si presentò al draft NBA 2003 e venne scelto al numero 4, dopo LeBron James, Carmelo Anthony e Darko Miličić, ma prima del fenomeno dei Miami Heat Dwyane Wade.
Chris cominciò ad emergere tra le giovani stelle NBA e divenne presto il leader dei Raptors. Giocò nelle partite NBA Rookies- Sophomores sia nel 2004 che nel 2005. Nella stagione 2006 ha partecipato all'All Star Game NBA ed è entrato nel novero delle stelle NBA.
Nella stagione 2006-07, Bosh è richiamato ad unirsi al Team USA al FIBA Americas Championship 2007, ma un infortunio al piede lo indusse a ritirarsi dal team. La stagione 2006-07 finisce al primo posto della division e al terzo di conference con i Toronto Raptors, per la prima volta nella storia della franchigia canadese, davanti ai New York Knicks, Philadelphia 76ers, New Jersey Nets e i Boston Celtics, con uno score di 47 vittorie e 35 sconfitte. Vengono però eliminati al primo round contro i New Jersey Nets per 4-2.
Il 23 giugno 2008 è stato selezionato per partecipare alle Olimpiadi estive di Pechino del 2008 con il Team USA. Durante le Olimpiadi, ha giocato in sostituzione del centro degli Orlando Magic Dwight Howard, nel torneo da cui gli Stati Uniti sono usciti imbattuti e ha vinto la medaglia d'oro sconfiggendo in finale la Spagna. In questa competizione Chris Bosh ha avuto una media di 9,1 punti a partita ed è stato il miglior rimbalzista della squadra con una media di 6,1 rimbalzi a partita.
Il 3 gennaio 2010 è diventato il primo marcatore nella storia dei Raptors, superando Vince Carter. Nello stesso anno, il 20 gennaio Chris Bosh ha messo a segno 44 punti contro i Milwaukee Bucks, che è diventato il suo career-high.

### Miami Heat (2010-2017)

#### I due titoli NBA
Diventato free agent, nell'estate 2010 firma un contratto con i Miami Heat, dove ritroverà i compagni di nazionale Dwyane Wade e LeBron James, svincolatosi dai Cavaliers e approdato pochi giorni dopo Bosh alla franchigia della Florida. Desideroso di intraprendere una nuova fase della sua carriera, abbandona il numero 4 e decide di indossare la maglia numero 1, che usava ai tempi dell'high school. Conclude la regular season con gli Heat vincendo il titolo di division. Ai playoff NBA, diventa campione della Eastern Conference e raggiunge le NBA Finals, perdendo però contro i Dallas Mavericks; la serie finisce 4-2 per i texani. Bosh conclude i playoff con una media di 18,6 punti per partita con 8,5 rimbalzi.

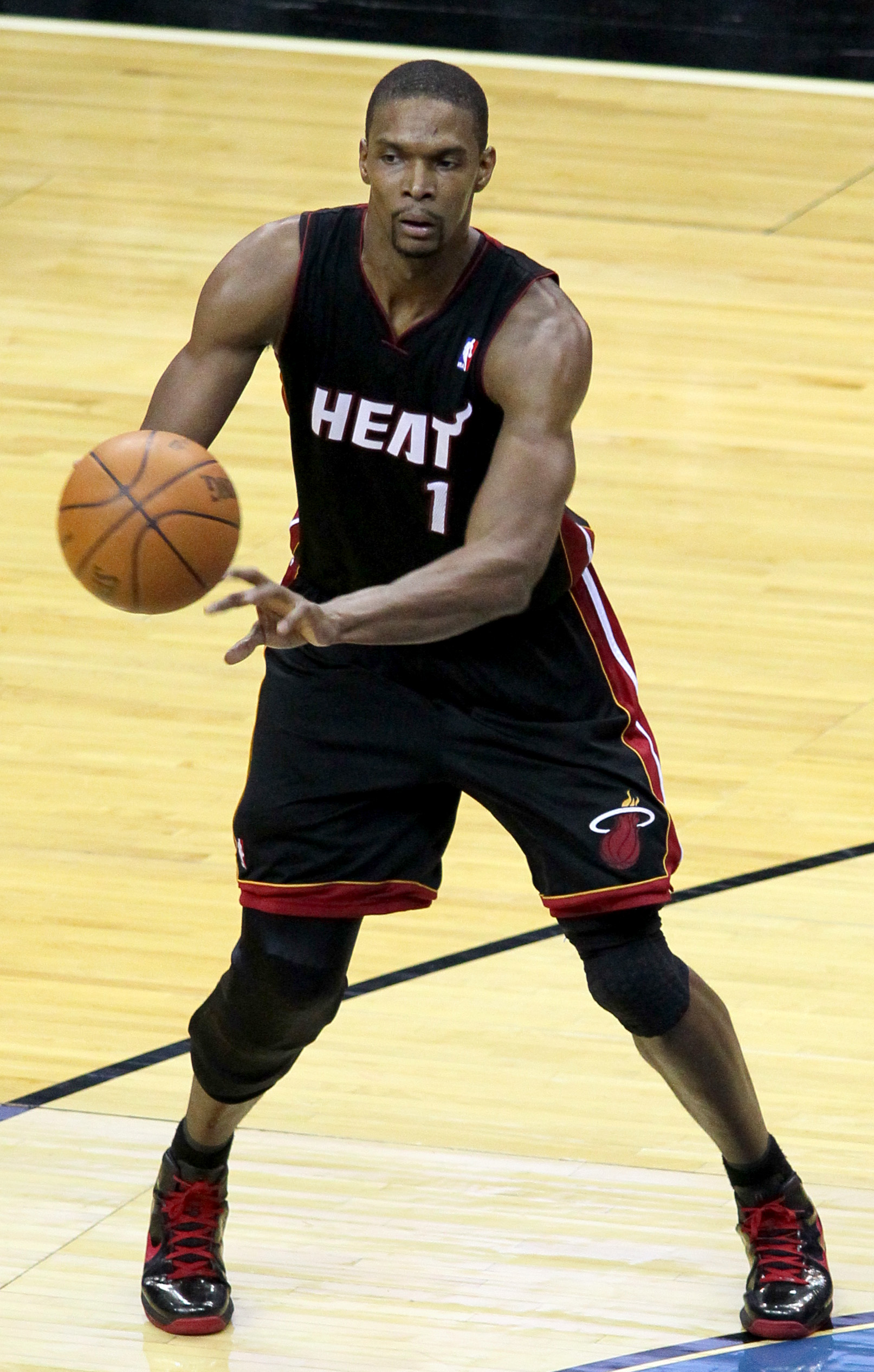
Bosh effettua un passaggio.

La stagione successiva a causa del lock-out in NBA inizia nel mese di dicembre 2011. Con la franchigia della florida arriva al secondo posto della Eastren Conference, dietro i Chicago Bulls nella regular season. Ai play-off incontrano prima i New York Knicks battuti per 4-1, poi gli Indiana Pacers battuti per 4-2, anche se Chris Bosh si infortuna in gara-1 dopo soli 13 minuti giocati a causa di uno strappo addominale. Ritorna alle finali di conference contro i Boston Celtics che sconfiggono in rimonta 4-3. Infine incontrano gli Oklahoma City Thunder delle stelle Kevin Durant e Russell Westbrook, alle finali NBA che si risolvono in favore degli Heat per 4-1, facendo così campioni i Big Three.
Il 3 novembre, contro i Denver Nuggets, mette a referto ben 40 punti con 7 rimbalzi.
Il 16 febbraio vince, con il team Miami, formato da lui, Swin Cash e Dominique Wilkins l'NBA Shooting Stars Competition battendo il team di Russell Westbrook.
Viene selezionato per l'All Star Game fra le riserve, ma a causa dell'infortunio del playmaker titolare Rajon Rondo, viene inserito nel quintetto base insieme ai compagni di squadra Dwyane Wade e LeBron James. In stagione gli Heat riescono a vincere 27 gare di fila, diventando così la seconda franchigia con la serie positiva più lunga della storia. La franchigia di Miami arriva prima in Regular season (66-16), e ai NBA playoffs supera prima i Milwaukee Bucks (4-0), poi i Chicago Bulls orfani di Derrick Rose, e in finale di conferece gli Indiana Pacers di Paul George e arriva alle finals contro i San Antonio Spurs. Miami e San Antonio danno il via ad una combattutissima serie che porta sino a gara-7 dove Miami bisserà il titolo battendo gli Spurs 95-88. Eccelle particolarmente in gara 6, dove prende il rimbalzo offensivo sul tiro sbagliato da LeBron James a 8,7 secondi dalla fine, scarica il pallone a Ray Allen che mette la tripla del 95-95 a 5,2 secondi dalla fine, portando la squadra all'overtime, evitando la sconfitta in finale. All'overtime effettua due decisive stoppate, una su Tony Parker a 33 secondi dalla fine sul risultato di 101-100 a favore dei Miami Heat, l'altra a 1,9 secondi dalla fine su Danny Green, mantenendo il risultato sul 103-100 per gli Heat, portando la serie sul 3-3. Per Bosh è il secondo anello NBA (consecutivo).
Nella stagione 2013-14 Bosh migliora notevolmente nel tiro da tre punti, stabilendo il suo record di tiri da tre punti realizzati in un anno: dai 21 tiri dall'arco messi nella stagione precedente passa a 74, con una media del 34%. Risultano decisive le sue realizzazioni da tre punti soprattutto nella partita contro i Charlotte Bobcats, quando nel quarto quarto realizza tre triple consecutive, trascinando i Miami Heat verso la vittoria e nel match contro i Portland Trail Blazers dove i Miami Heat, orfani di LeBron James, vincono per 108-107 grazie ad una sua tripla dai 9 metri a 0,5 secondi dalla fine. Il 16 febbraio, durante l'NBA All-Star Weekend, vince per la seconda volta consecutiva l'NBA Shooting Stars Competition. Il 12 marzo 2014 raggiunge i 15.000 punti in NBA contro i Brooklyn Nets. Chiude la regular season con 16,2 punti per partita con 6,6 rimbalzi, 1,1 assist, 1,0 palle rubate e 1,0 stoppate a partita. I Miami Heat chiudono al secondo posto, incontrando così nel primo turno dei play-off i Charlotte Bobcats, battuti 4-0. Nel secondo turno i Miami sconfiggono 4-1 i Brooklyn Nets di Paul Pierce, Kevin Garnett e Deron Williams. Le finali di conference vedono invece i Miami contro gli Indiana Pacers, che possiedono il fattore campo ma vengono tuttavia facilmente sconfitti per 4-2. Gli Heat raggiungono così per la quarta volta di fila le NBA Finals. I Miami Heat tuttavia vengono sconfitti nelle Finals dai San Antonio Spurs per 4-1.

#### L'addio di LeBron e i problemi di salute
L'11 luglio 2014, dopo l'annuncio di LeBron James del suo ritorno ai Cleveland Cavaliers, voci portano a pensare di un imminente trasferimento di Bosh agli Houston Rockets. Tuttavia poche ore dopo viene annunciato il rinnovo di Chris con la franchigia di South Beach per una cifra di 118 milioni di dollari in 5 anni.

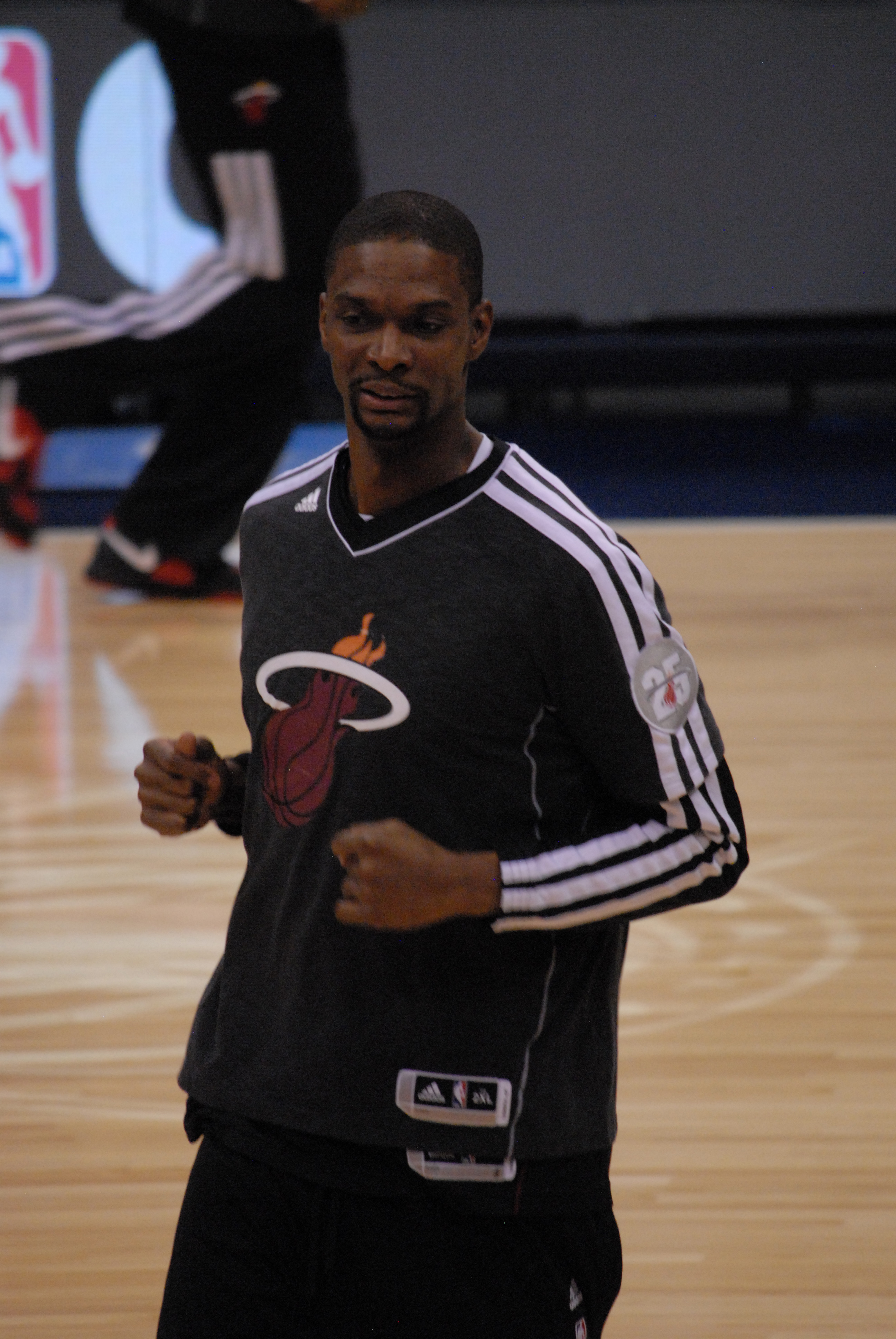
Bosh in un prepartita nel 2012

Nell'opening night della stagione 2014-2015, Bosh si rende protagonista di una sontuosa prestazione nella vittoria contro i Washington Wizards, mettendo a referto 26 punti, 15 rimbalzi (record con la maglia degli Heat) e 4 assist. La stagione inizia bene; nelle prime 7 partite realizza almeno 20 punti, con una media di 10 rimbalzi. Gli Heat hanno un record di 5-2 ma, sia per l'assenza di Wade sia per prestazioni poco incisive al tiro di Bosh, perdono tre partite consecutive con avversari sulla carta abbordabili, arrivando ad avere un record di 5-5. Gli Heat rialzano la testa vincendo al Barclays Center contro i Brooklyn Nets per 95-83; Chris realizza 15 punti e cattura 9 rimbalzi. Nella trecentesima partita di regular season con la maglia degli Heat è protagonista di una grande prestazione nella partita contro gli Orlando Magic (vinta per 99-92), segnando sul tabellino 32 punti e 10 rimbalzi. Il 9 dicembre grazie ad una sua grande prestazione, 34 punti e 9 rimbalzi, i Miami Heat interrompono una serie di 4 sconfitte consecutive, vincendo contro i Phoenix Suns in trasferta per 103-97. Il 14 dicembre salta la sua prima partita stagionale, contro i Chicago Bulls, a causa di un infortunio al polpaccio. A causa di questo infortunio salta 8 partite consecutive, tra cui il match di Natale vinto dagli Heat per 101-91 contro i Cleveland Cavaliers. Ritorna nella partita persa contro gli Orlando Magic in casa per 101-102 siglando 20 punti e catturando 8 rimbalzi. L'11 gennaio, anche grazie ad una sua sontuosa prestazione, 34 punti e 7 rimbalzi, gli Heat vincono per 104-90 in casa dei Los Angeles Clippers. Il 27 gennaio tocca quota 16000 punti nella partita contro i Milwaukee Bucks, salendo così al 99º posto della classifica dei migliori marcatori NBA. Il 29 gennaio vengono annunciate le riserve dell'All Star Game, tra cui Chris Bosh; viene selezionato quindi per la decima volta consecutiva. Il 14 febbraio vince per la terza volta consecutiva, insieme a Swin Cash e Dominique Wilkins, l'NBA Shooting Stars Competition battendo il team di Russell Westbrook. Durante l'All-Star Weekend, Bosh si era lamentato di alcuni dolori ad un fianco, in prossimità della cassa toracica. Dolori che si ripresentano il 18 febbraio durante un allenamento; viene fatto quindi visitare dal medico di squadra che decide di farlo trasferire in ospedale per ulteriori e approfonditi accertamenti. Gli esami riscontrano dei coaguli di sangue all'interno dei polmoni; un problema simile ha colpito poche settimane prima Mirza Teletović. Il 21 febbraio viene operato con successo e i Miami Heat comunicano che la stagione di Bosh finisce qui. Chiude quindi la stagione con 44 partite giocate, 21,1 punti, 7,0 rimbalzi, 2,2 assist, 0,9 palle rubate e 0,6 stoppate di media a partita. A causa di numerosi infortuni, compreso quello di Bosh, e di numerose partite sfuggite clamorosamente di mano, i Miami Heat non si qualificano per i playoff.

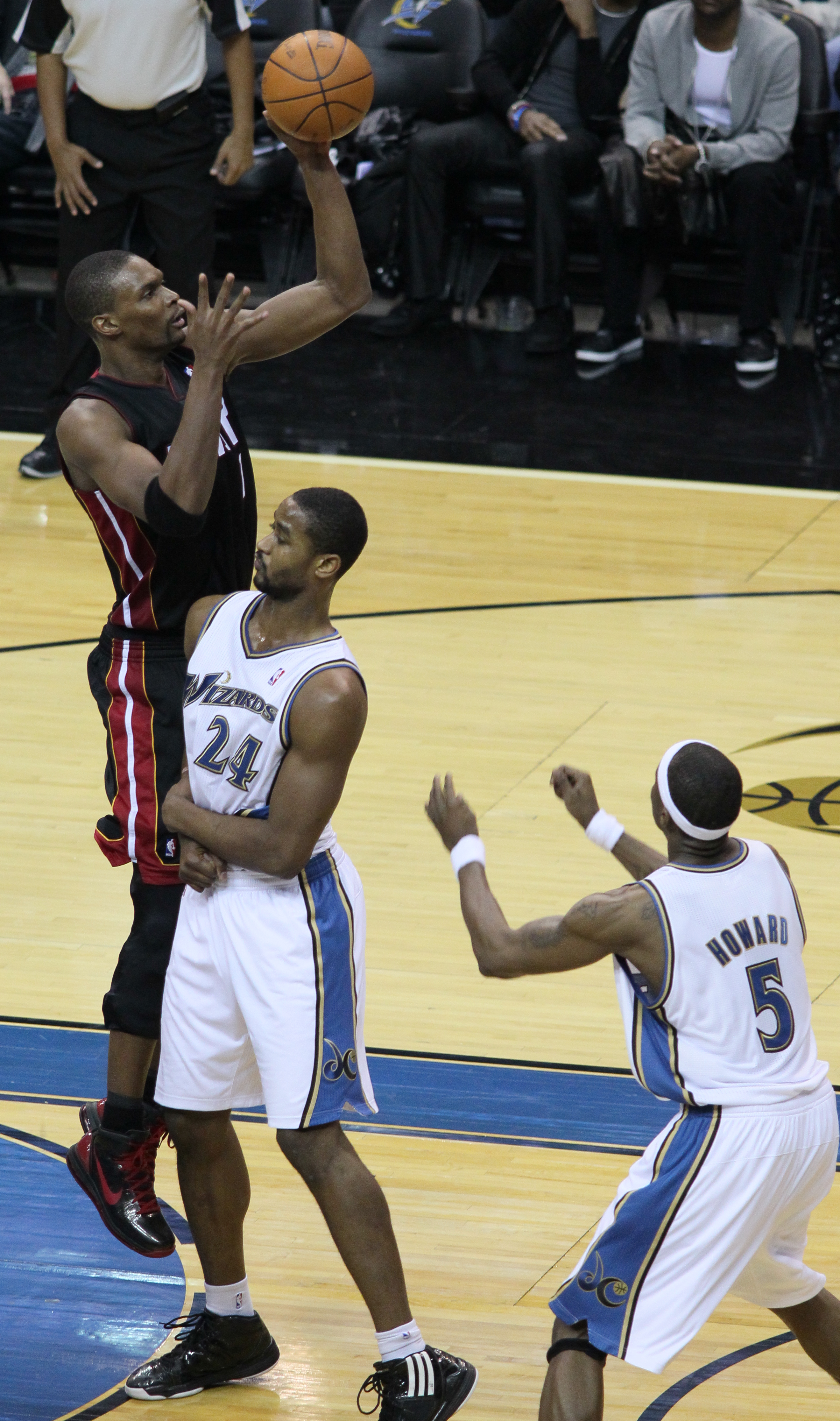
Bosh mentre effettua un layup contro gli Wizards

Dopo 8 mesi torna a giocare nella vittoria nell'opening night della stagione 2015-16 contro gli Charlotte Hornets, siglando una doppia doppia con 21 punti e 10 rimbalzi. Nel pre-partita Chris ringrazia vivamente tutti i tifosi della franchigia della South Florida e non per tutti i messaggi d'affetto ricevuti durante il suo periodo di convalescenza che lo hanno aiutato a superare questo difficile momento della sua vita. L'8 novembre Chris supera la soglia dei 6.000 punti con la maglia dei Miami Heat nella vittoria contro i Toronto Raptors; ad oggi Bosh ha un record di 12-0 contro la sua ex squadra. Il 23 gennaio supera i 17000 punti in carriera, posizionandosi all'87º posto nella classifica dei miglior realizzatori di sempre in NBA. Dopo solo 47 partite stabilizza il suo season-high di triple realizzate (75). Il 28 gennaio vengono annunciate le riserve dell'All Star Game, che si terrà a Toronto tra il 14 e il 16 febbraio, e viene nominato per l'undicesima volta consecutiva. Viene selezionato anche per la gara da tre punti; per uno sospetto problema al polpaccio deve saltare sia la gara da 3 sia la partita dell'All Star Game. Il 16 febbraio iniziano a circolare insistenti voci che il problema al polpaccio non sia un normale stiramento, ma un nuovo coagulo di sangue. I Miami Heat non rilasciano significative news sullo stato di salute di Bosh nei giorni seguenti, limitandosi a inserirlo nella lista degli inattivi partita per partita. Durante questo periodo i vari rumor dicono che potrebbe saltare l'intera stagione, come l'anno precedente, o addirittura sarebbe forzato a chiudere qui la sua carriera in NBA, Il 10 marzo Chris fa chiarezza sulle sue condizioni fisiche attraverso un comunicato: "[...] La mia vita non è mai stata a rischio durante questa stagione: mi sento benissimo e al momento la trombosi non è grave. [...] Mi sono allenato da solo e con la squadra e sono andato alle partite casalinghe senza mai esser notato dal pubblico. [...] penso positivo sul fatto di poter riuscire a tornare durante questa stagione." Nonostante queste dichiarazioni, Bosh non scende più in campo fino alla fine della regular season e, in un colloquio provato con i compagni di squadra, confessa che purtroppo non potrà giocare i play-off, anche se i Miami Heat non rilasciano un suo stato definitivo. Chiude la stagione con 53 partite giocate, 19,1 punti di media, 7,4 rimbalzi, 2,4 assist, 0,7 palle rubate e 0,6 stoppate a partita, con una media di 33,5 minuti giocati a gara.
L'estate 2016 è senza dubbio la più travagliata nell'intera carriera di Chris. La dirigenza degli Heat non rilascia stati sulle condizioni del giocatore mentre Bosh lancia segnali positivi tramite i social facendo capire di essere pronto per la stagione 2016-2017, anche tramite un documentario, chiamato "Bosh Rebuilt" prodotto insieme a Uniterrupted. Il 24 settembre il giocatore si presenta al training camp per effettuare le visite mediche di rito per essere dichiarato guarito e in grado di giocare. Purtroppo Chris non riesce a superare le visite e, inoltre, durante la conferenza stampa Pat Riley dichiara che la franchigia non sta lavorando per un suo ritorno. Probabilmente il giocatore verrà tagliato dal roster il 1º marzo 2017 e non si sa ancora se tornerà mai a giocare a basket; il giocatore ha però dichiarato che farà di tutto per provare a giocare di nuovo a basket. Il 23 febbraio, data per certa la sua assenza almeno per l'intera stagione, annuncia una collaborazione come analista per TNT per la durata di cinque settimane. Il 3 giugno una delegazione di medici mandati direttamente dalla NBA ha stabilito che il problema di coaguli di sangue deve essere considerato ‘a career-ending injury’, consigliando al giocatore di non tornare più sul parquet da professionista. Il 4 luglio viene ufficialmente tagliato dal roster; contestualmente il presidente Pat Riley annuncia il ritiro della maglia n° 1 indossata da Bosh nella sua esperienza in Florida. Nel novembre 2017 annuncia di non aver deciso di ritirarsi e di coltivare ancora la speranza di tornare a giocare. Il 12 febbraio però, vista la sua ormai impossibile completa ripresa, annuncia che non proseguirà più la sua carriera e che si sarebbe ritirato nello stesso giorno del ritiro della sua maglia, annunciata dai Miami Heat per il giorno 26 marzo 2019.
Si chiude così la sua carriera, con 893 partite giocate tra Raptors e Heat, con una media di 19.2 punti, 8.5 rimbalzi, 2 assist e 1 stoppata a partita. Vincitore di 2 titoli con i Miami Heat, 11 volte selezionato per l'All Star Game in 13 anni di carriera, selezionato nell'All Nba Team nel 2006-2007 e nel team dei rookie nell'anno del suo esordio.

### Nazionale

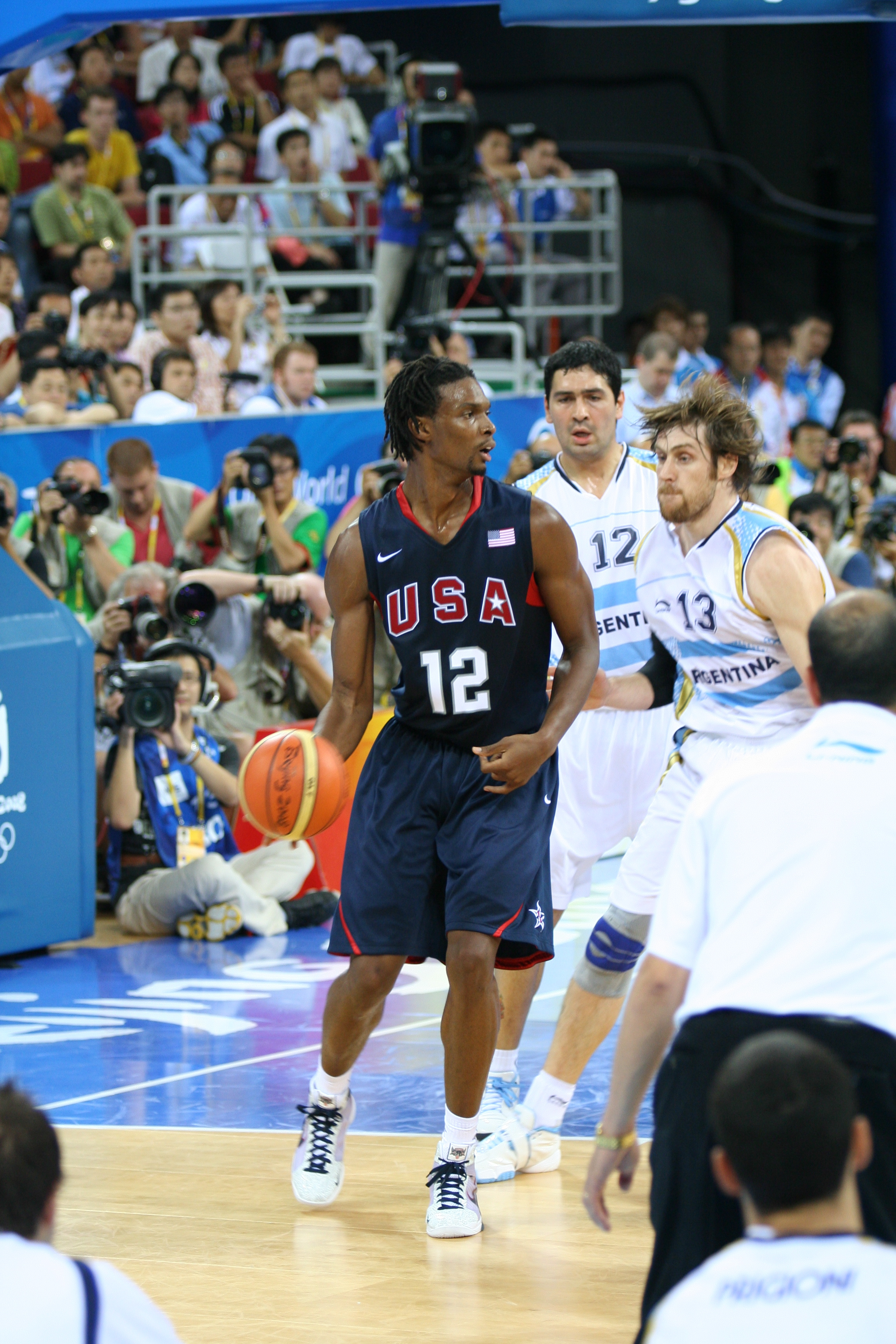
Bosh contro l'Argentina durante le Olimpiadi di Pechino nel 2008

Bosh iniziò la sua carriera internazionale nel 2002, quando fu scelto come membro della USA Basketball Championship 2002 Junior World Team di qualificazione che si è conclusa con un record di 4-1 e la medaglia di bronzo.
Nell'agosto 2006, Bosh è stato nominato come membro degli Stati Uniti 2006 Team World Championship. Insieme ai compagni del draft 2003 Dwyane Wade, LeBron James, Carmelo Anthony, e Kirk Hinrich, questa squadra ha giocato il Campionato del Mondo FIBA 2006. La squadra ha vinto la medaglia di bronzo e Bosh si è classificato sesto nella percentuale di canestri dal campo.
Dopo la stagione 2006-07, è stato chiamato nella squadra che avrebbe preso parte al FIBA Americas Championship 2007. Tuttavia, ha subito un infortunio al piede e si è ritirato dalla squadra. Il 23 giugno 2008, è stato convocato nella squadra che doveva competere ai Giochi Olimpici del 2008 a Pechino. Durante il torneo il Team USA è finito imbattuto in tutte le otto partite in rotta verso la medaglia d'oro, sconfiggendo in finale la Spagna. Ha una media di 9,1 punti a partita, e ha condotto la squadra nei rimbalzi con 6,1 a partita.

## Fuori dal campo

### Attore
Chris Bosh appare nella serie TV Law & Order - Unità vittime speciali (Ep. 2 S 13 del 2011), di Jessie (Ep. 8 S 2 del 2013) e di Rosewood (Ep.3 S 1 del 2016).

## Statistiche
| † | Denota le stagioni in cui ha vinto il titolo |

### NCAA
| Anno      | Squadra               | PG | PT | MP   | TC%  | 3P%  | TL%  | RP  | AP  | PRP | SP  | PP   |
| --------- | --------------------- | -- | -- | ---- | ---- | ---- | ---- | --- | --- | --- | --- | ---- |
| 2002-2003 | Georgia T. Yel. Jack. | 31 | 31 | 31,0 | 56,0 | 46,8 | 73,0 | 9,0 | 1,2 | 1,0 | 2,1 | 15,7 |
| Carriera  | Carriera              | 31 | 31 | 31,0 | 56,0 | 46,8 | 73,0 | 9,0 | 1,2 | 1,0 | 2,1 | 15,7 |

#### Massimi in carriera
- Massimo di punti: 26 vs Arkansas-Pine Bluff (23 novembre 2002)[12]
- Massimo di rimbalzi: 14 vs Arkansas-Pine Bluff
- Massimo di assist: 4 (2 volte)
- Massimo di palle rubate: 4 vs North Carolina State (12 febbraio 2003)
- Massimo di stoppate: 5 (2 volte)
- Massimo di minuti giocati: 36 (3 volte)

### NBA

#### Regular season
| Anno       | Squadra         | PG  | PT  | MP   | TC%  | 3P%  | TL%  | RP   | AP  | PRP | SP  | PP   |
| ---------- | --------------- | --- | --- | ---- | ---- | ---- | ---- | ---- | --- | --- | --- | ---- |
| 2003-2004  | Toronto Raptors | 75  | 63  | 33,5 | 45,9 | 35,7 | 70,1 | 7,4  | 1,0 | 0,8 | 1,4 | 11,5 |
| 2004-2005  | Toronto Raptors | 81  | 81  | 37,2 | 47,1 | 30,0 | 76,0 | 8,9  | 1,9 | 0,9 | 1,4 | 16,8 |
| 2005-2006  | Toronto Raptors | 70  | 70  | 39,3 | 50,5 | 0,0  | 81,6 | 9,2  | 2,6 | 0,7 | 1,1 | 22,5 |
| 2006-2007  | Toronto Raptors | 69  | 69  | 38,5 | 49,6 | 34,3 | 78,5 | 10,7 | 2,5 | 0,6 | 1,3 | 22,6 |
| 2007-2008  | Toronto Raptors | 67  | 67  | 36,2 | 49,4 | 40,0 | 84,4 | 8,7  | 2,6 | 0,9 | 1,0 | 22,3 |
| 2008-2009  | Toronto Raptors | 77  | 77  | 38,0 | 48,7 | 24,5 | 81,7 | 10,0 | 2,5 | 0,9 | 1,0 | 22,7 |
| 2009-2010  | Toronto Raptors | 70  | 70  | 36,1 | 51,8 | 36,4 | 79,7 | 10,8 | 2,4 | 0,6 | 1,0 | 24,0 |
| 2010-2011  | Miami Heat      | 77  | 77  | 36,3 | 49,6 | 24,0 | 81,5 | 8,3  | 1,9 | 0,8 | 0,6 | 18,7 |
| 2011-2012† | Miami Heat      | 57  | 57  | 35,2 | 48,7 | 28,6 | 82,1 | 7,9  | 1,8 | 0,9 | 0,8 | 18,0 |
| 2012-2013† | Miami Heat      | 74  | 74  | 33,2 | 53,5 | 28,4 | 79,8 | 6,8  | 1,7 | 0,9 | 1,4 | 16,6 |
| 2013-2014  | Miami Heat      | 79  | 79  | 32,0 | 51,6 | 33,9 | 82,0 | 6,6  | 1,1 | 1,0 | 1,0 | 16,2 |
| 2014-2015  | Miami Heat      | 44  | 44  | 35,4 | 46,0 | 37,5 | 77,2 | 7,0  | 2,2 | 0,9 | 0,6 | 21,1 |
| 2015-2016  | Miami Heat      | 53  | 53  | 33,5 | 46,7 | 36,5 | 79,5 | 7,4  | 2,4 | 0,7 | 0,6 | 19,1 |
| Carriera   | Carriera        | 893 | 881 | 35,8 | 49,4 | 33,5 | 79,9 | 8,5  | 2,0 | 0,8 | 1,0 | 19,2 |
| All-Star   | All-Star        | 9   | 3   | 19,4 | 52,4 | 33,3 | 53,3 | 5,1  | 1,1 | 1,0 | 0,2 | 10,9 |

#### Play-off
| Anno     | Squadra         | PG | PT | MP   | TC%  | 3P%  | TL%  | RP  | AP  | PRP | SP  | PP   |
| -------- | --------------- | -- | -- | ---- | ---- | ---- | ---- | --- | --- | --- | --- | ---- |
| 2007     | Toronto Raptors | 6  | 6  | 37,0 | 39,6 | 20,0 | 84,2 | 9,0 | 2,5 | 0,8 | 1,8 | 17,5 |
| 2008     | Toronto Raptors | 5  | 5  | 39,8 | 47,2 | 14,3 | 83,3 | 9,0 | 3,6 | 1,6 | 0,4 | 24,0 |
| 2011     | Miami Heat      | 21 | 21 | 39,7 | 47,4 | 0,0  | 81,4 | 8,5 | 1,1 | 0,7 | 0,9 | 18,6 |
| 2012†    | Miami Heat      | 14 | 10 | 31,4 | 49,3 | 53,8 | 82,7 | 7,8 | 0,6 | 0,4 | 1,0 | 14,0 |
| 2013†    | Miami Heat      | 23 | 23 | 32,7 | 45,8 | 40,5 | 73,3 | 7,3 | 1,5 | 1,0 | 1,6 | 12,1 |
| 2014     | Miami Heat      | 20 | 20 | 34,3 | 50,7 | 40,5 | 75,0 | 5,6 | 1,1 | 0,9 | 1,0 | 14,9 |
| Carriera | Carriera        | 89 | 85 | 35,2 | 47,3 | 38,6 | 80,0 | 7,5 | 1,3 | 0,8 | 1,1 | 15,6 |

#### Massimi in carriera
- Massimo di punti: 44 vs Milwaukee Bucks (20 gennaio 2010)[13]
- Massimo di rimbalzi: 22 (2 volte)
- Massimo di assist: 9 (2 volte)
- Massimo di palle rubate: 7 vs Chicago Bulls (23 gennaio 2009)
- Massimo di stoppate: 6 (3 volte)
- Massimo di minuti giocati: 55 vs Portland Trail Blazers (13 gennaio 2008)

## Palmarès
- Campionato NBA: 2

Miami Heat: 2012, 2013
- McDonald's All-American Game (2002)
- NBA All-Rookie First Team (2004)
- All-NBA Second Team (2007)
- 11 volte selezionato per l'All-Star Game (2006, 2007, 2008, 2009[14], 2010, 2011, 2012, 2013, 2014, 2015, 2016)
- Vincitore NBA Shooting Stars Competition: 3 (2013, 2014, 2015)
- Giocatore della settimana: 9 volte
- Giocatore del mese: 1 volta